# Indonesicesa mantoides
Indonesicesa mantoides är en tvåvingeart som först beskrevs av Walker 1861.  Indonesicesa mantoides ingår i släktet Indonesicesa och familjen Neriidae. Inga underarter finns listade i Catalogue of Life.